# 广西路 (元朝)
广西路是中國元朝的一个路。
元世祖至元十三年（1276年）设置广西路。治所在今云南省泸西县。包括泸西县、师宗县、丘北县、弥勒市等地。明朝洪武十五年（1382年），改为广西府。清高宗乾隆三十五年（1770年），为广西直隶州。1913年改广西直隶州为广西县。1929年改为泸西县。